# Leichtathletik-Europameisterschaften 2014/3000 m Hindernis der Männer

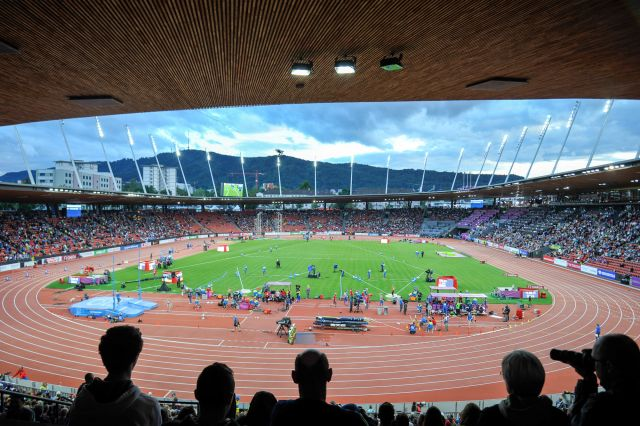
Das Letzigrund-Stadion während der Europameisterschaften 2014

Der 3000-Meter-Hindernislauf der Männer bei den Leichtathletik-Europameisterschaften 2014 wurde am 12. und 14. August 2014 im Letzigrund-Stadion von Zürich ausgetragen.
Europameister wurde der Franzose Yoann Kowal. Er gewann vor dem Polen Krystian Zalewski. Bronze ging an den Spanier Ángel Mullera.

## Bestehende Rekorde
| Weltrekord           | 7:53,63 min | Saif Saaeed Shaheen         | Brüssel, Belgien        | 3. September 2004 |
| Europarekord         | 8:00,09 min | Mahiedine Mekhissi-Benabbad | Saint-Denis, Frankreich | 6. Juli 2013      |
| Meisterschaftsrekord | 8:07,87 min | Mahiedine Mekhissi-Benabbad | EM Barcelona, Spanien   | 1. August 2010    |

Der bestehende EM-Rekord wurde bei diesen Europameisterschaften nicht erreicht. Die schnellste Zeit erzielte der französische Europameister Yoann Kowal im Finale mit 8:26,66 min, womit er 14,79 s über dem Rekord blieb. Zum Europarekord fehlten ihm 29,57 s, zum Weltrekord 39,03 s.

## Doping
In diesem Wettbewerb gab es einen Dopingfall:

Der Biologische Pass des Türken Hakan Duvar, der als Achter des ersten Vorlaufs ausgeschieden war, wies mit Datum vom 11. August 2014 unerlaubte Abweichungen auf. Die seit dem 11. August 2014 erzielten Resultate des Läufers wurden annulliert. Außerdem erhielt er eine vierjährige Sperre vom 26. Dezember 2016 bis 25. Dezember 2020.

## Legende
Kurze Übersicht zur Bedeutung der Symbolik – so üblicherweise auch in sonstigen Veröffentlichungen verwendet:
| NU23R | Nationaler U23-Rekord                    |
| DNF   | Wettkampf nicht beendet (did not finish) |
| DOP   | wegen Dopingvergehens disqualifiziert    |
| DSQ   | disqualifiziert                          |
| IWR   | Internationale Wettkampfregeln           |
| TR    | Technische Regeln                        |

## Vorrunde
Die Vorrunde wurde in zwei Läufen durchgeführt. Die ersten fünf Athleten pro Lauf – hellblau unterlegt – sowie die darüber hinaus fünf zeitschnellsten Läufer – hellgrün unterlegt – qualifizierten sich für das Halbfinale.

### Vorlauf 1

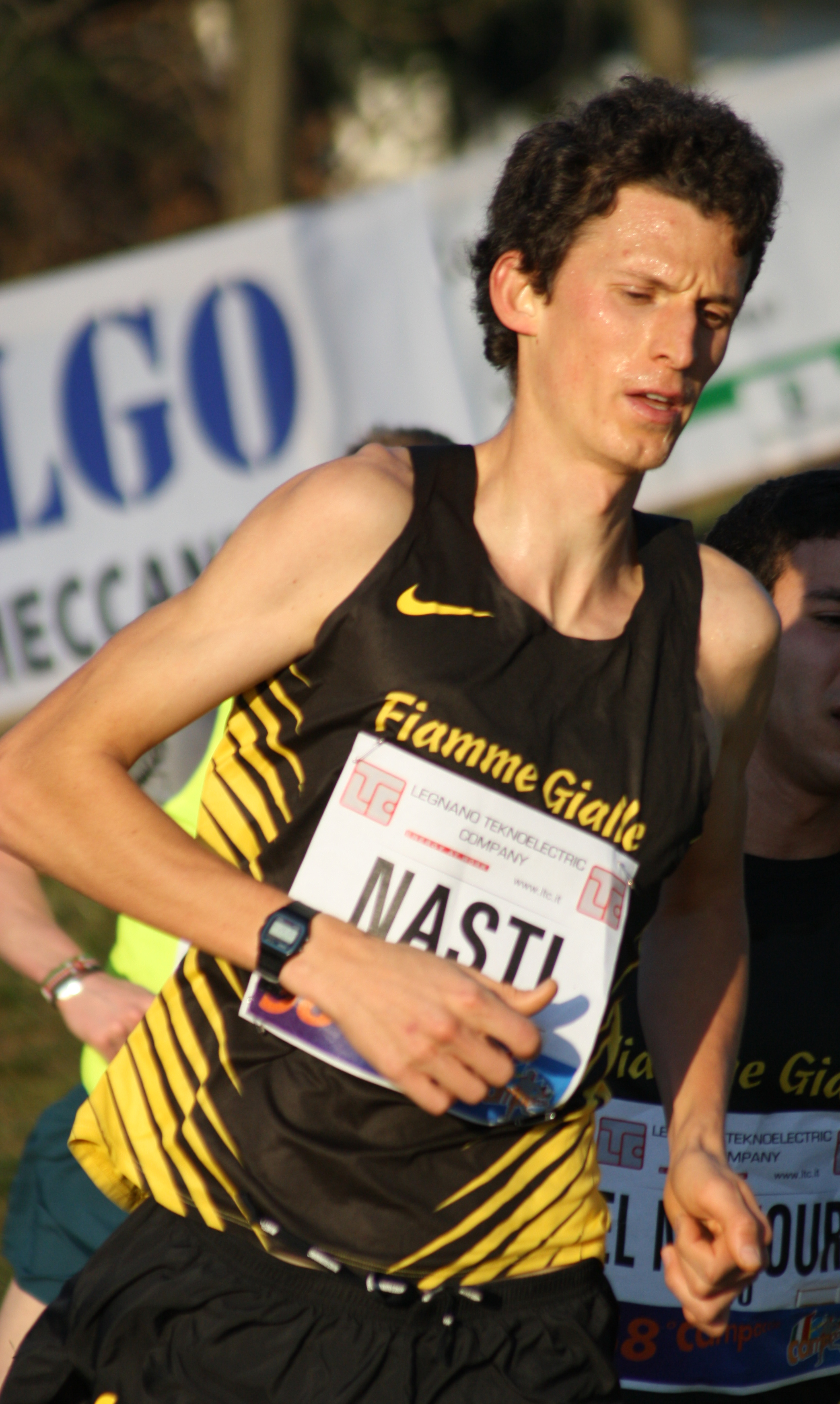
Patrick Nasti schied als Zehnter seines Vorlaufs aus

12. August 2014, 12:20 Uhr
| Platz | Name                  | Nation         | Zeit (min)    |
| ----- | --------------------- | -------------- | ------------- |
| 1     | Krystian Zalewski     | Polen          | 8:35,44       |
| 2     | Mitko Tsenow          | Bulgarien      | 8:35,45 NU23R |
| 3     | Jukka Keskisalo       | Finnland       | 8:35,98       |
| 4     | Yoann Kowal           | Frankreich     | 8:36,27       |
| 5     | Steffen Uliczka       | Deutschland    | 8:36,59       |
| 6     | Iwan Lukjanow         | Russland       | 8:37,02       |
| 7     | James Wilkinson       | Großbritannien | 8:39,78       |
| 8     | Tom Erling Kårbø      | Norwegen       | 8:42,33       |
| 9     | Daniel Lundgren       | Schweden       | 8:43,98       |
| 10    | Patrick Nasti         | Italien        | 8:46,80       |
| 11    | Christian Steinhammer | Österreich     | 8:58,58       |
| 12    | Justinas Beržanskis   | Litauen        | 9:01,56       |
| DNF   | Víctor García         | Spanien        |               |
| DOP   | Hakan Duvar           | Türkei         | 8:42,03       |

### Vorlauf 2

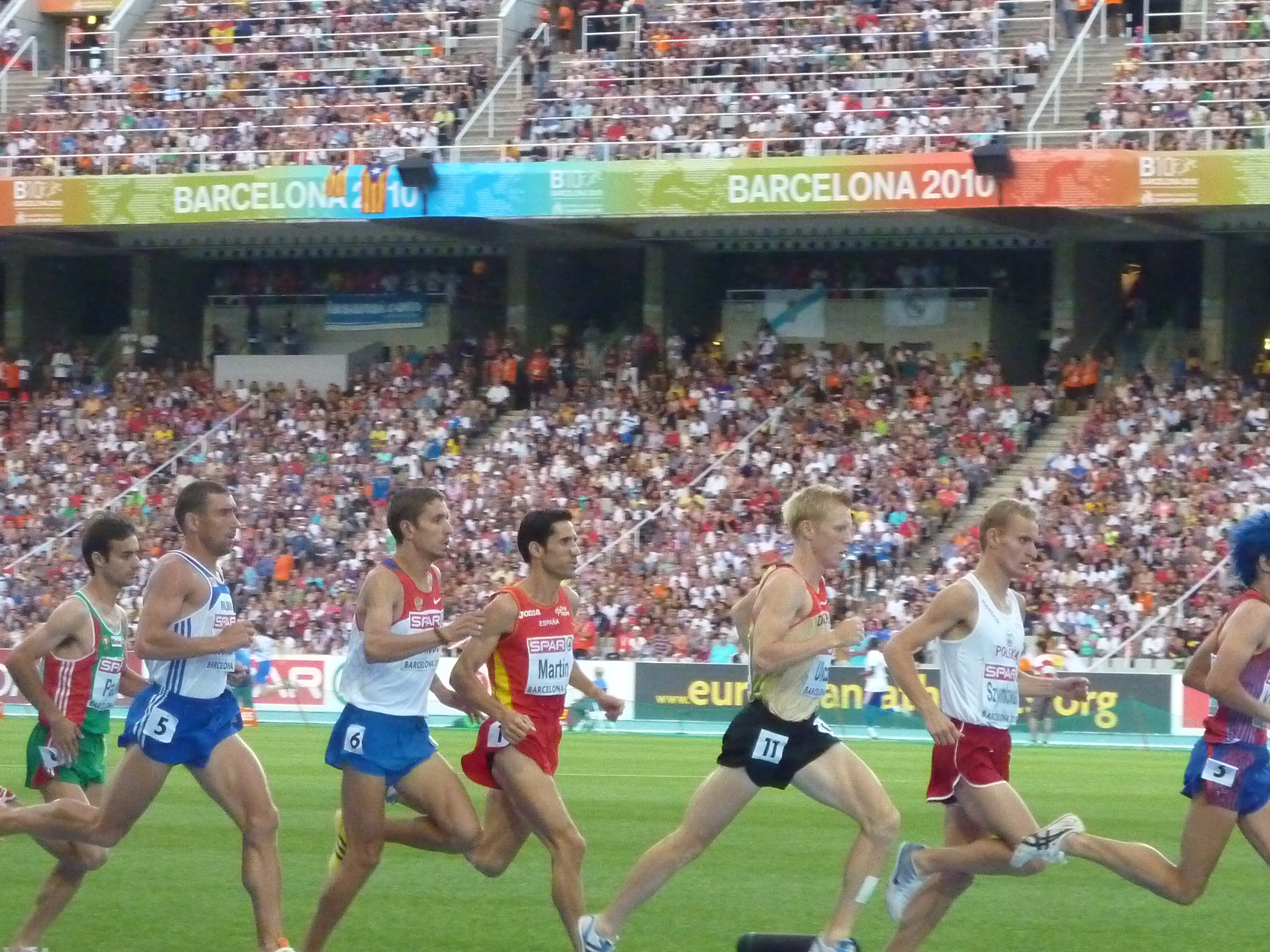
Andrei Farnosow (Dritter von links) belegte Rang zehn in seinem Vorlauf und schied damit aus
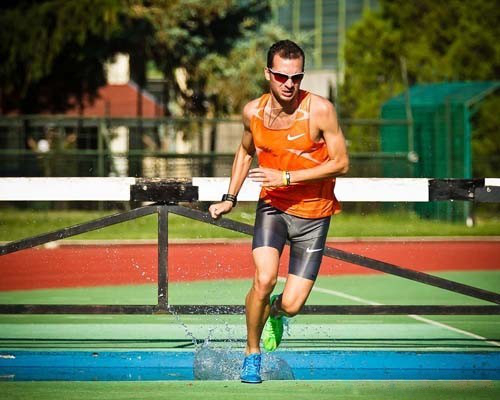
Albert Minczér wurde abgeschlagener Letzter in seinem Vorlauf

12. August 2014, 12:32 Uhr
| Platz | Name                        | Nation      | Zeit (min) |
| ----- | --------------------------- | ----------- | ---------- |
| 1     | Mateusz Demczyszak          | Polen       | 8:31,62    |
| 2     | Martin Grau                 | Deutschland | 8:32,35    |
| 3     | Yuri Floriani               | Italien     | 8:33,05    |
| 4     | Tarık Langat Akdağ          | Türkei      | 8:33,39    |
| 5     | Mahiedine Mekhissi-Benabbad | Frankreich  | 8:33,44    |
| 6     | Nikolai Chawkin             | Russland    | 8:34,29    |
| 7     | Sebastián Martos            | Spanien     | 8:34,35    |
| 8     | Ángel Mullera               | Spanien     | 8:36,33    |
| 9     | Janne Ukonmaanaho           | Finnland    | 8:36,44    |
| 10    | Andrei Farnosow             | Russland    | 8:37,31    |
| 11    | Wadim Slobodenjuk           | Ukraine     | 8:43,99    |
| 12    | Noam Neeman                 | Israel      | 8:45,33    |
| 13    | Alberto Paulo               | Portugal    | 8:47,18    |
| 14    | Albert Minczér              | Ungarn      | 9:32,13    |

## Finale

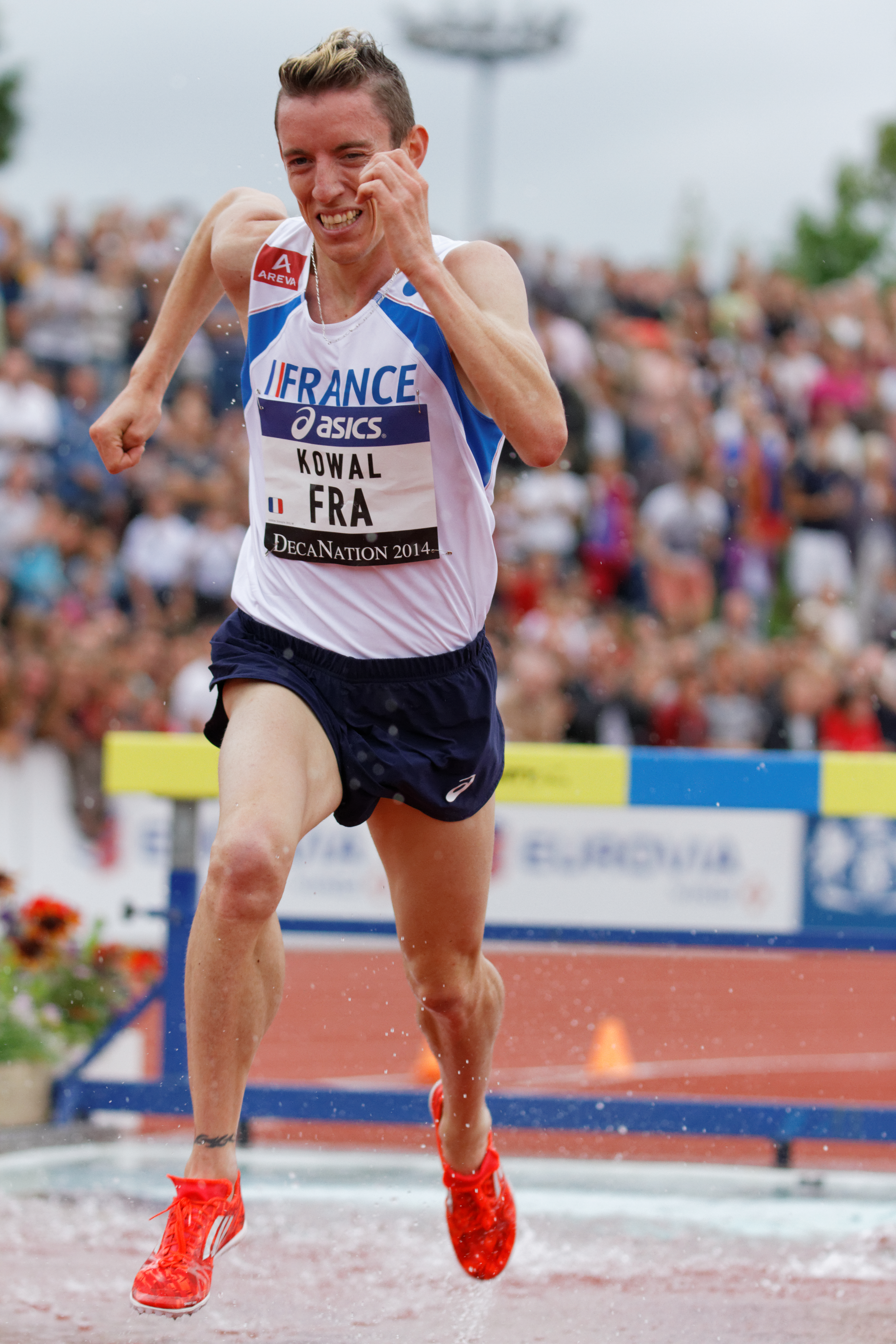
Nach Mahiedine Mekhissi-Benabbads Disqualifikation wurde Yoann Kowal zum Europameister erklärt
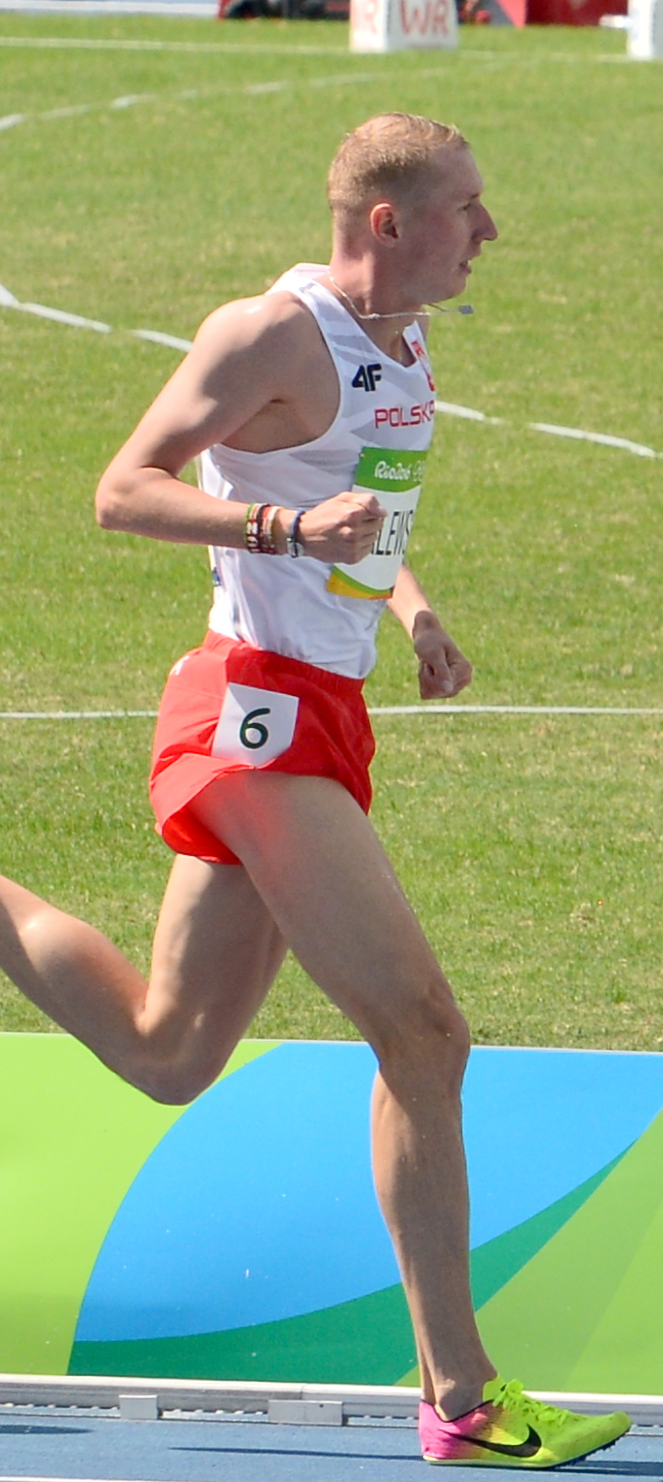
Vizeeuropameister Krystian Zalewski
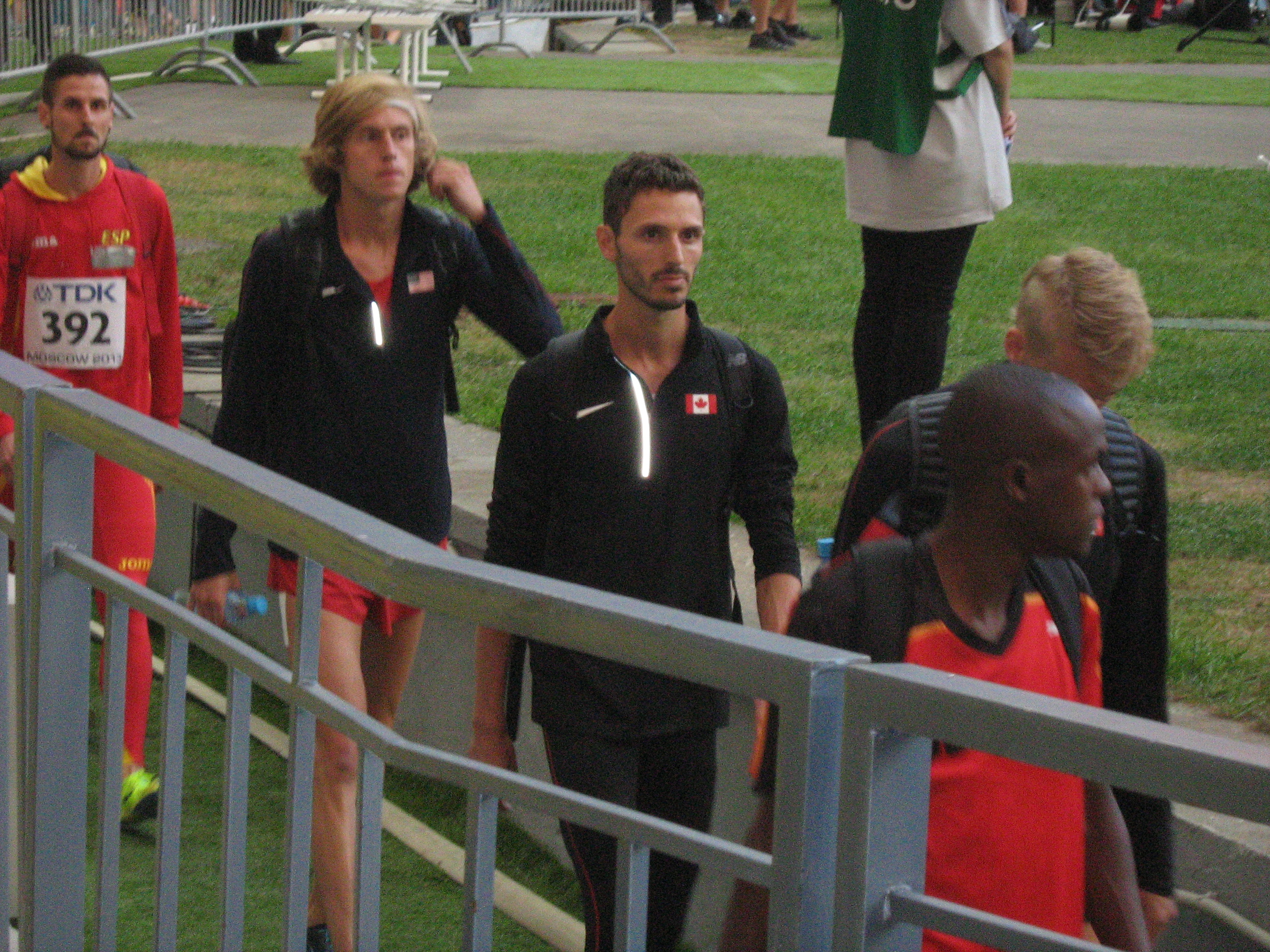
Bronzemedaillengewinner Ángel Mullera (ganz links)

15. August 2014, 20:52 Uhr
| Platz | Name                        | Nation      | Zeit (min)                           |
| ----- | --------------------------- | ----------- | ------------------------------------ |
| 1     | Yoann Kowal                 | Frankreich  | 8:26,66                              |
| 2     | Krystian Zalewski           | Polen       | 8:27,11                              |
| 3     | Ángel Mullera               | Spanien     | 8:29,16                              |
| 4     | Sebastián Martos            | Spanien     | 8:30,08                              |
| 5     | Iwan Lukjanow               | Russland    | 8:32,50                              |
| 6     | Jukka Keskisalo             | Finnland    | 8:32,70                              |
| 7     | Steffen Uliczka             | Deutschland | 8:32,99                              |
| 8     | Tarık Langat Akdağ          | Türkei      | 8:33,13                              |
| 9     | Mitko Tsenow                | Bulgarien   | 8:34,16                              |
| 10    | Mateusz Demczyszak          | Polen       | 8:34,32                              |
| 11    | Janne Ukonmaanaho           | Finnland    | 8:42,45                              |
| 12    | Yuri Floriani               | Italien     | 8:44,05                              |
| 13    | Martin Grau                 | Deutschland | 8:44,46                              |
| 14    | Nikolai Chawkin             | Russland    | 8:45,70                              |
| DSQ   | Mahiedine Mekhissi-Benabbad | Frankreich  | IWR 142, TR4.4.4.3 – Nichtteilnehmen |

Der zunächst erstplatzierte französische Mahiedine Mekhissi-Benabbad, zweifacher Olympiazweiter (2008/2012), zweifacher WM-Dritter (2011/2013), zweifacher Europameister (2010/2012) und Europarekordinhaber sowie außerdem hier drei Tage später Europameister über 1500 Meter, wurde disqualifiziert, weil er auf der Zielgeraden circa 100 Meter vor dem Ziel sein Trikot ausgezogen hatte. Anfangs wurde er nur verwarnt, dann jedoch nach einem Protest des spanischen Teams disqualifiziert. Dazu fand die Regel 142, Technische Regel 4.4.3 der Internationalen Wettkampfregeln (IWR) Anwendung.

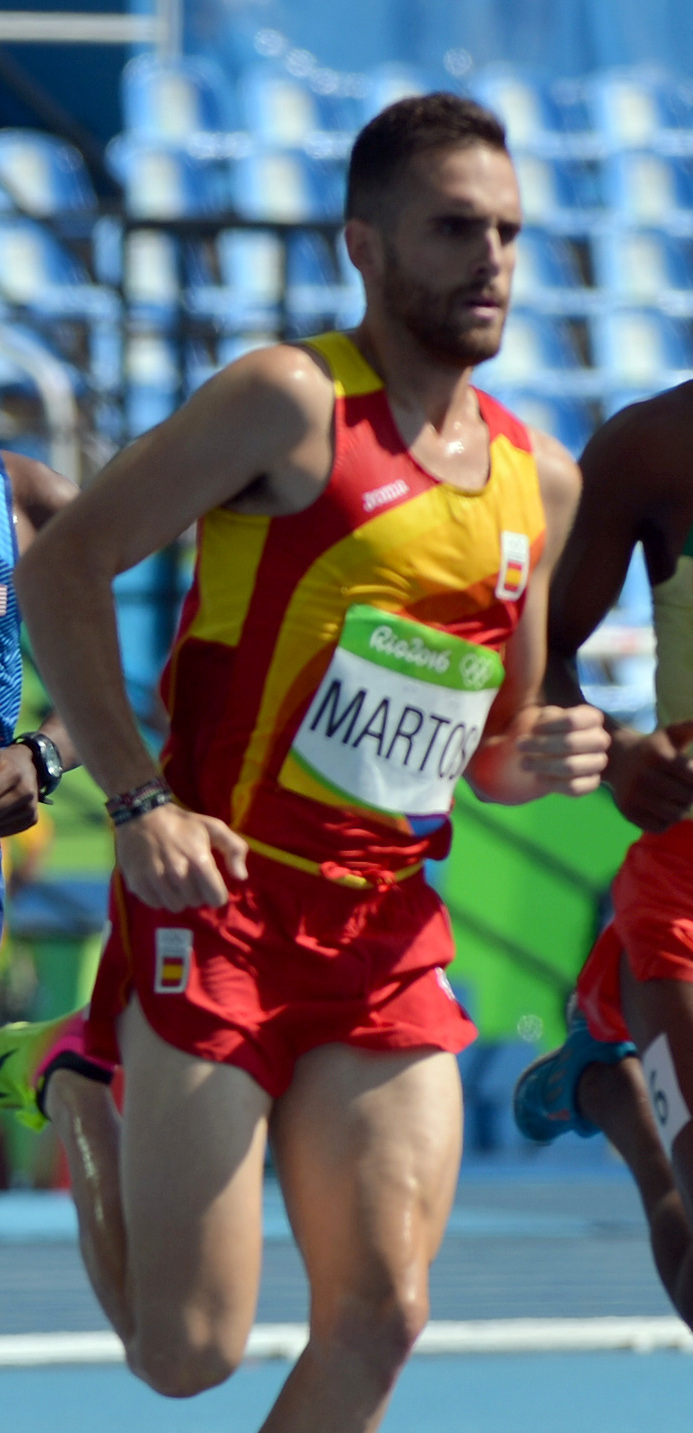
Sebastián Martos belegte Rang vier
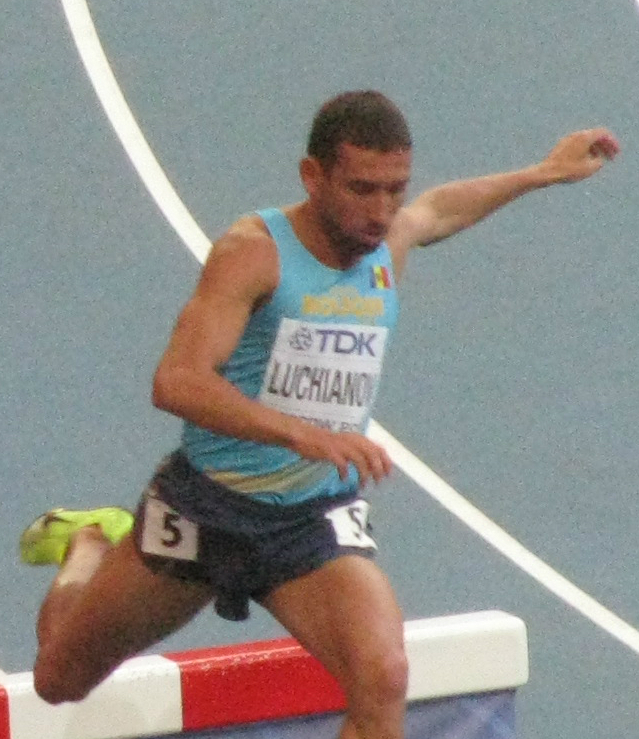
Iwan Lukjanow wurde Fünfter
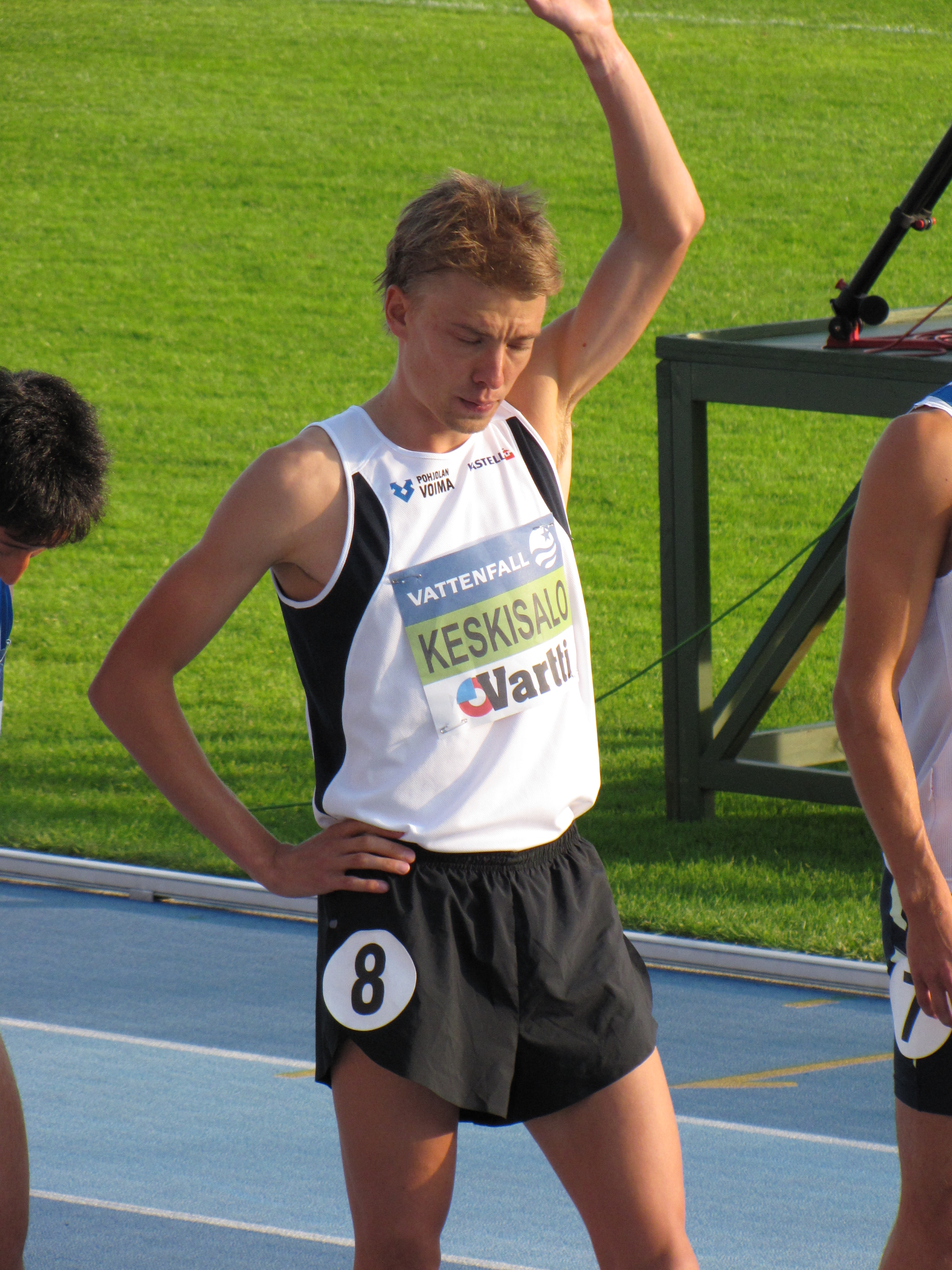
Jukka Keskisalo erreichte Platz sechs
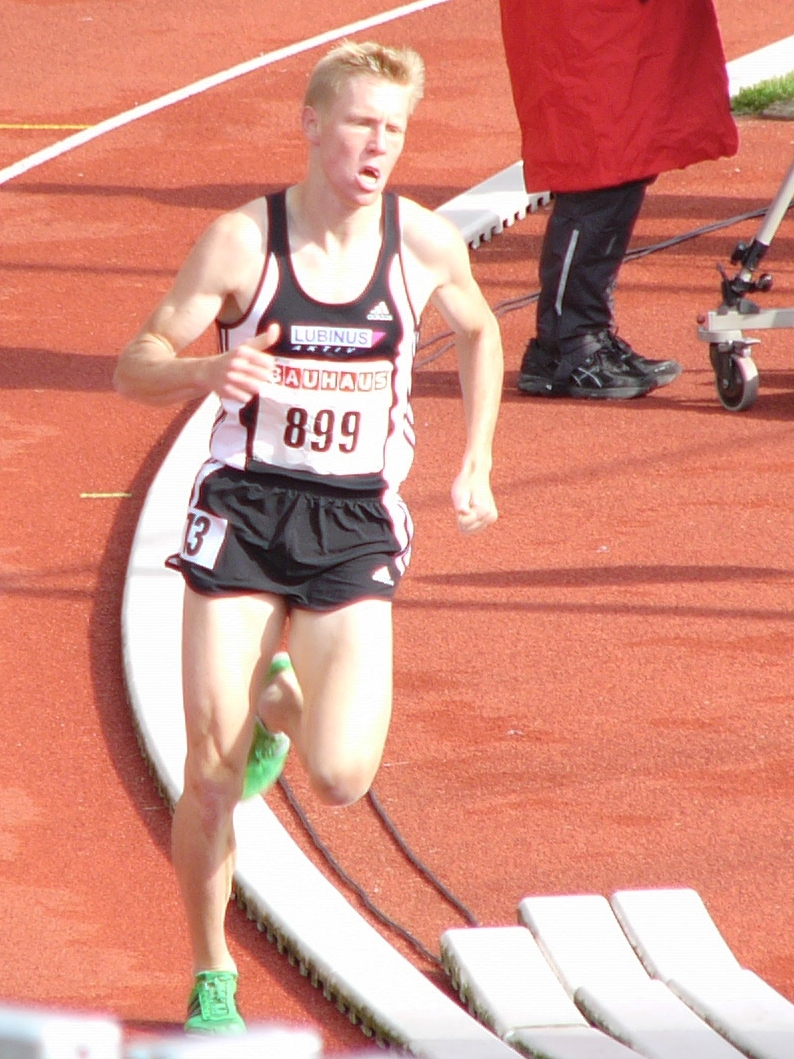
Steffen Uliczka kam auf den siebten Platz

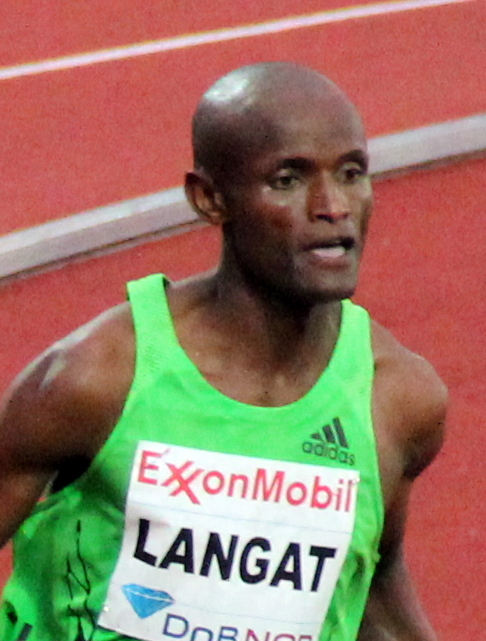
Der achtplatzierte Tarık Langat Akdağ
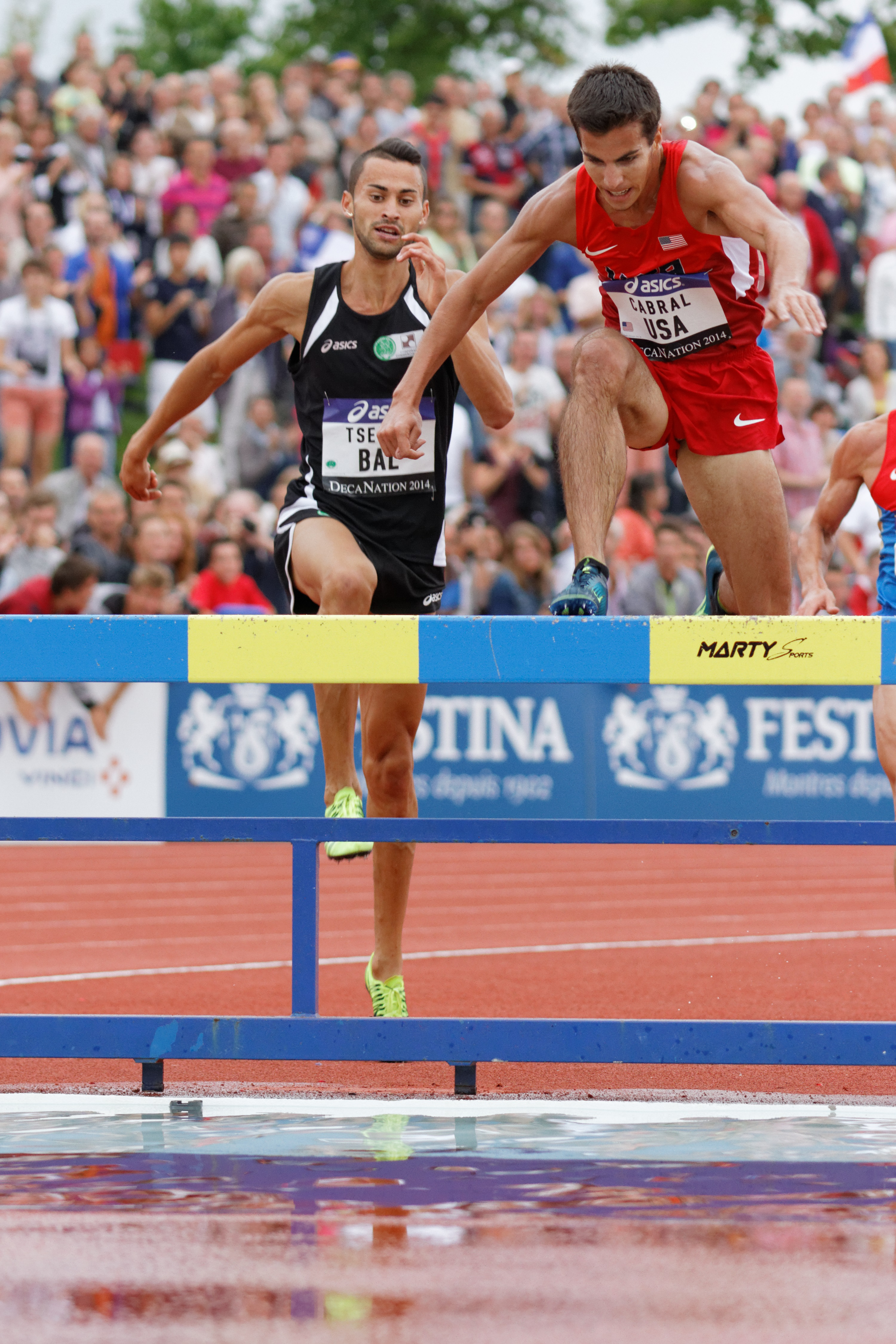
Mitko Tsenow (links) – Rang neun
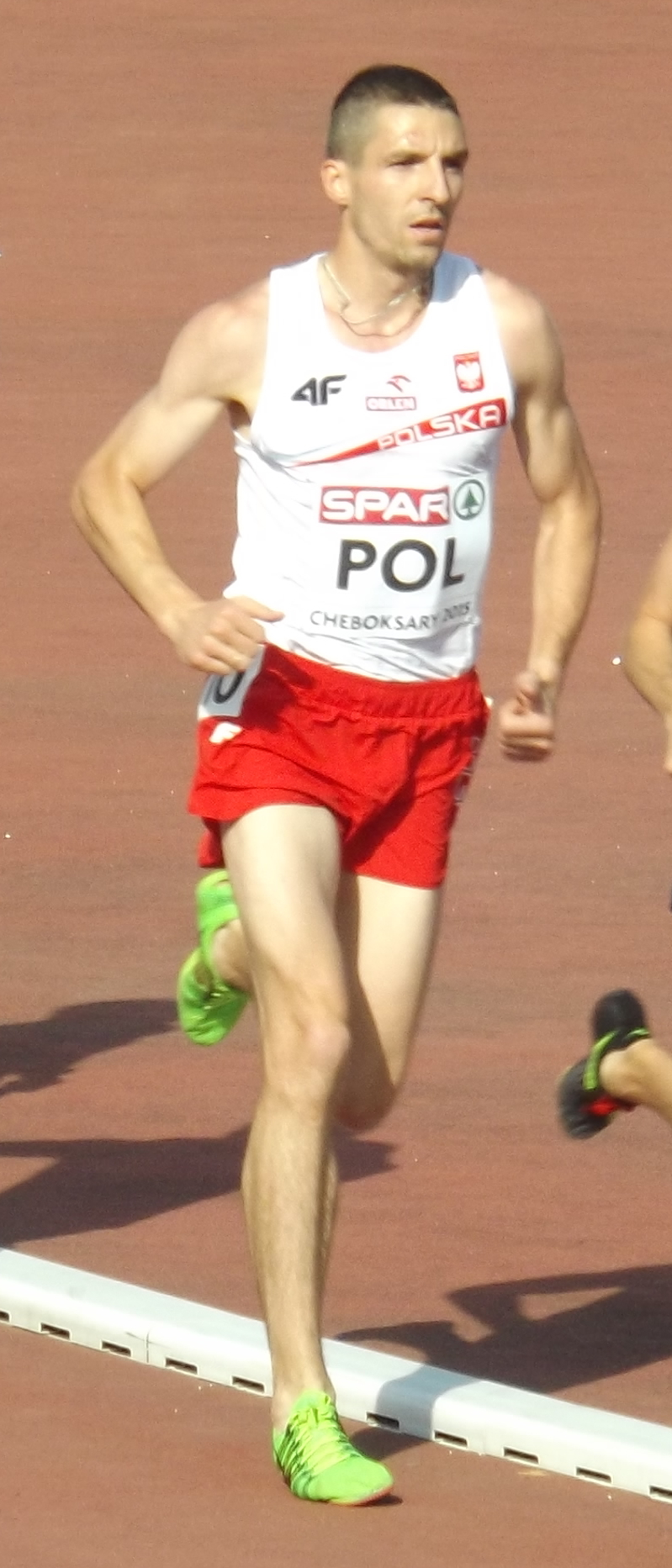
Mateusz Demczyszak erreichte Platz zehn

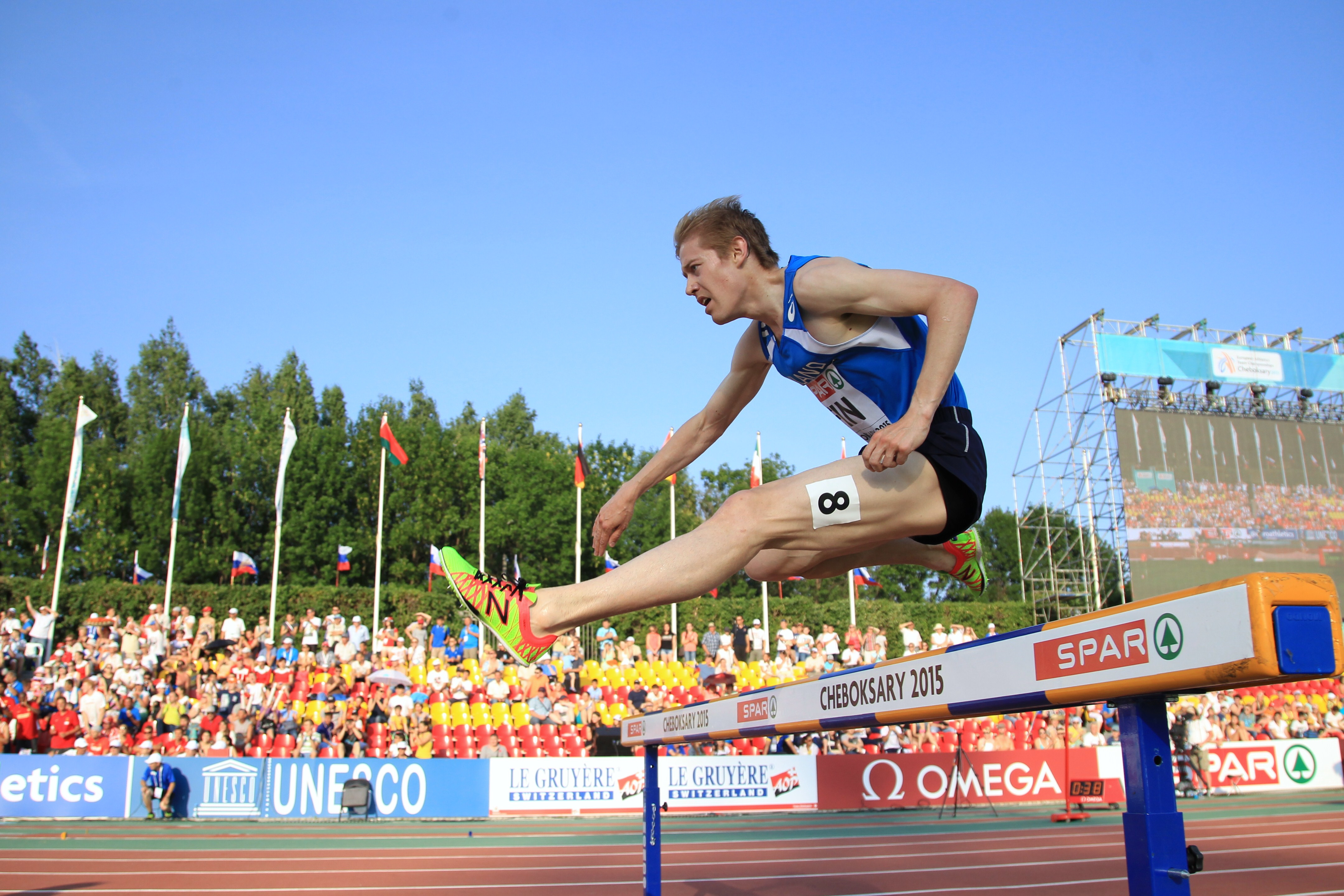
Janne Ukonmaanaho – Rang elf
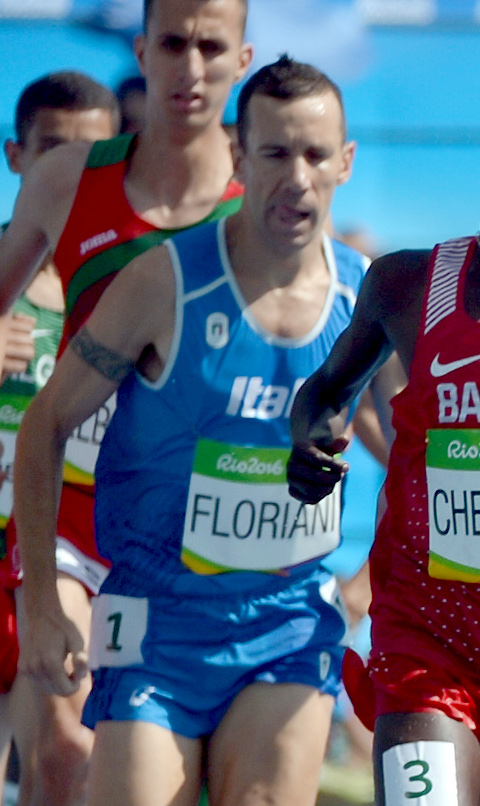
Yuri Floriani – Rang zwölf
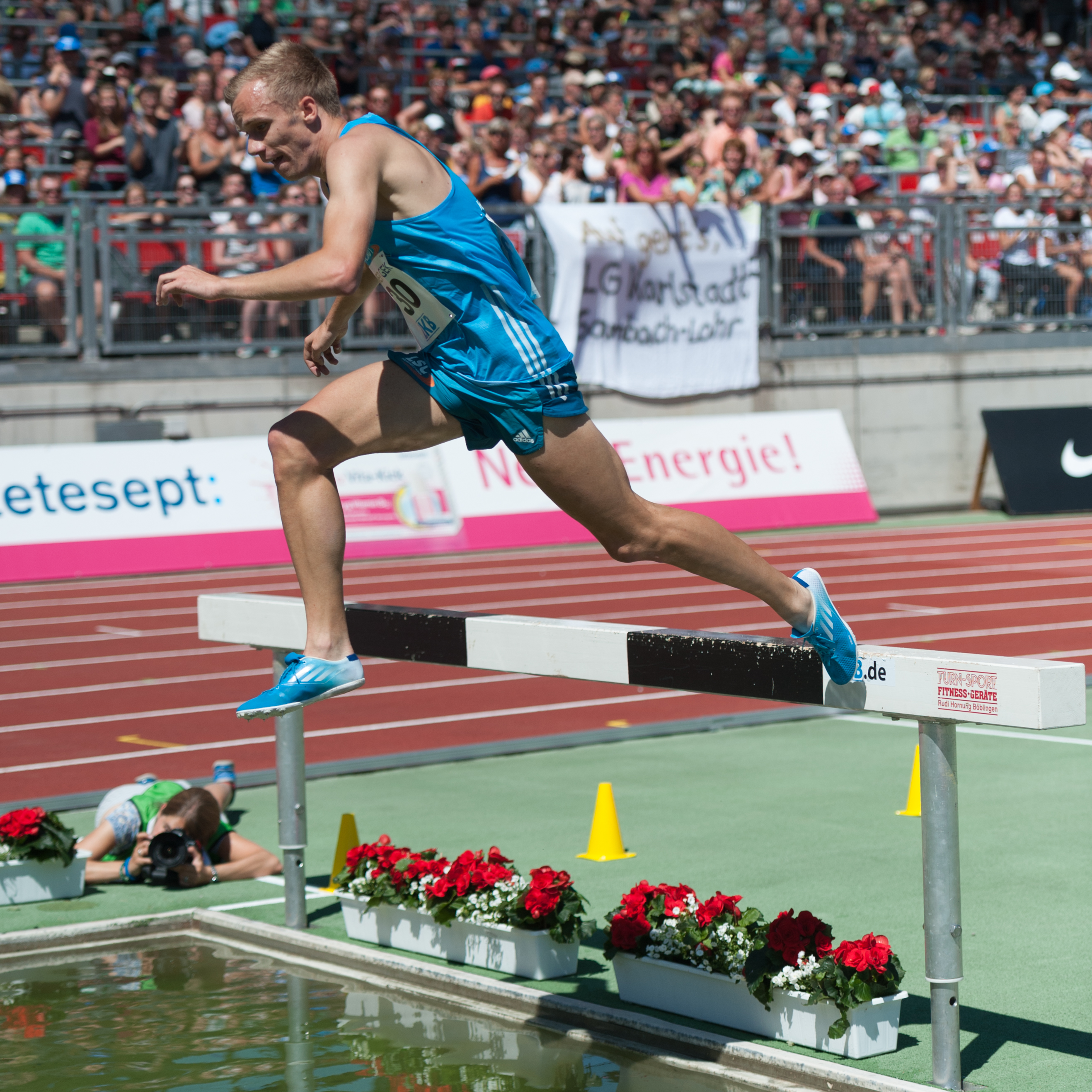
Martin Grau – Rang dreizehn
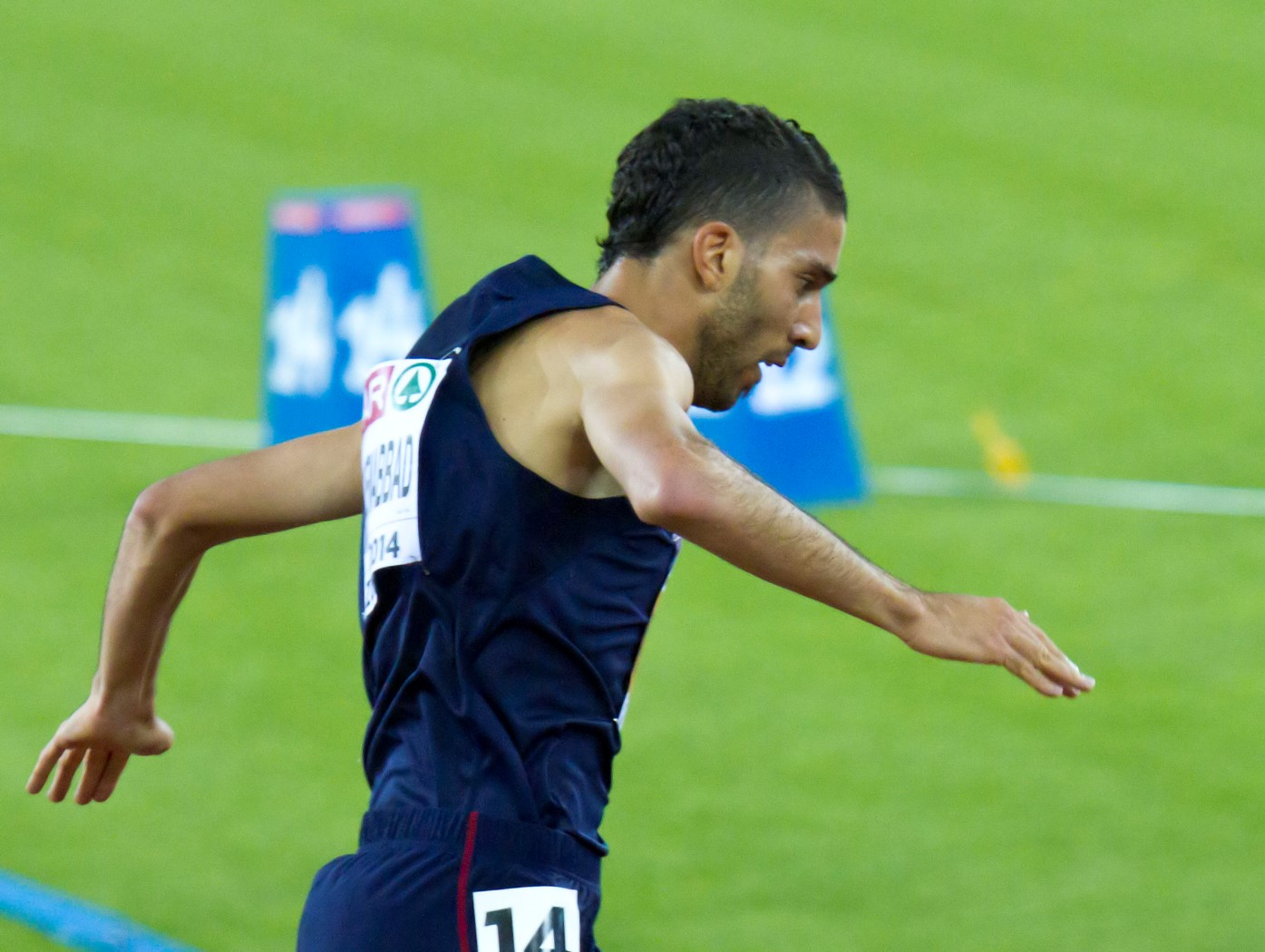
Mahiedine Mekhissi-Benabbad – disqualifiziert

## Videolinks
- 3000m Steeplechase Men - European Team Athletics Championship 2014, youtube.com, abgerufen am 10. März 2023
- 3000m Steeplechase Heat 2 - European Championship Athletics - Zurich 2014, youtube.com, abgerufen am 10. März 2023